# Yazan Abu Arab
Yazan Mousa Mahmoud Abu Arab (Amman, 31 gennaio 1996) è un calciatore giordano, difensore del Seoul e della nazionale giordana.

## Carriera

### Club
Ha sempre giocato nel campionato giordano.

### Nazionale
Con la maglia della nazionale ha esordito nel 2017 ed è stato convocato per la Coppa d'Asia 2019.

## Statistiche

### Cronologia presenze in nazionale
| Cronologia completa delle presenze e delle reti in nazionale ― Giordania | Cronologia completa delle presenze e delle reti in nazionale ― Giordania | Cronologia completa delle presenze e delle reti in nazionale ― Giordania | Cronologia completa delle presenze e delle reti in nazionale ― Giordania | Cronologia completa delle presenze e delle reti in nazionale ― Giordania | Cronologia completa delle presenze e delle reti in nazionale ― Giordania | Cronologia completa delle presenze e delle reti in nazionale ― Giordania | Cronologia completa delle presenze e delle reti in nazionale ― Giordania |
| Data                                                                     | Città                                                                    | In casa                                                                  | Risultato                                                                | Ospiti                                                                   | Competizione                                                             | Reti                                                                     | Note                                                                     |
| ------------------------------------------------------------------------ | ------------------------------------------------------------------------ | ------------------------------------------------------------------------ | ------------------------------------------------------------------------ | ------------------------------------------------------------------------ | ------------------------------------------------------------------------ | ------------------------------------------------------------------------ | ------------------------------------------------------------------------ |
| 20-3-2021                                                                | Dubai                                                                    | Oman                                                                     | 0 – 0                                                                    | Giordania                                                                | Amichevole                                                               | -                                                                        |                                                                          |
| 24-3-2021                                                                | Dubai                                                                    | Giordania                                                                | 1 – 0                                                                    | Libano                                                                   | Amichevole                                                               | -                                                                        |                                                                          |
| 30-3-2021                                                                | Dubai                                                                    | Giordania                                                                | 2 – 1                                                                    | Bahrein                                                                  | Amichevole                                                               | -                                                                        |                                                                          |
| 28-5-2022                                                                | Doha                                                                     | India                                                                    | 0 – 2                                                                    | Giordania                                                                | Amichevole                                                               | -                                                                        |                                                                          |
| 19-6-2023                                                                | Wiener Neustadt                                                          | Giamaica                                                                 | 1 – 2                                                                    | Giordania                                                                | Amichevole                                                               | -                                                                        |                                                                          |
| 7-9-2023                                                                 | Oslo                                                                     | Norvegia                                                                 | 6 – 0                                                                    | Giordania                                                                | Amichevole                                                               | -                                                                        |                                                                          |
| Totale                                                                   |                                                                          | Presenze                                                                 | 6                                                                        |                                                                          | Reti                                                                     | 0                                                                        |                                                                          |